# Thesium rariflorum
Thesium rariflorum är en sandelträdsväxtart som beskrevs av Otto Wilhelm Sonder. Thesium rariflorum ingår i släktet spindelörter, och familjen sandelträdsväxter. Inga underarter finns listade i Catalogue of Life.